# Менкен, Генри Луис
Ге́нри Лу́ис Ме́нкен (англ. Henry Louis Mencken; 12 сентября 1880 года, Балтимор — 29 января 1956 года, Балтимор) — американский журналист, эссеист, сатирик. Ф. Скотт Фицджеральд назвал Менкена «человеком, сделавшим для американской литературы больше, чем кто бы то ни было».

## Биография
Родился Генри в семье Августа Менкена-старшего (англ. August Mencken, Sr.), владельца сигарной фабрики. Когда мальчику было три года, семья его перебралась в новый дом в Юнион-Сквер, Балтимор. Почти всю свою последующую жизнь — кроме пяти лет брака — Менкен прожил в этом доме.
В 9 лет Генри познакомился с творчеством Марка Твена — и решил сам стать писателем. Разумеется, мечте этой суждено было сбыться отнюдь не сразу — но именно с этого момента Менкен начал читать запоем.
Родители Генри настаивали на том, чтобы в школе он концентрировался на более полезных практических предметах, нежели на голой теории; в конечном итоге он поступил на вечерние курсы, где и начал постигать искусство журналистики.
Интересно, что именно этими вечерними курсами формальное журналистское образование Менкена и ограничивается — в колледже он не учился никогда в своей жизни.
Окончил старшую общеобразовательную школу «Балтиморский политехнический институт», занимался журналистикой. Литературная деятельность Г. Л. Менкена главным образом приходится на первое двадцатилетие XX века, его основные работы — «Джордж Бернард Шоу. Пьесы» (1905); «Книга предисловий» (1917); «Предрассудки» (1919—1927); «Заметки о демократии» (1926).
Он проявил себя и как блестящий журналист, создав журнал «Америкен Меркьюри», в котором писал статьи и по литературным проблемам, и на общественно-политические темы. В журнале публиковались в том числе произведения осуждённых авторов.
Менкен известен как автор книги «Американский язык», многотомное исследование того, как на английском языке говорят в Соединенных Штатах, а также за его сатирические статьи на дело «Штат Теннесси против Джона Томаса Скоупса», которое он назвал «обезьяний процесс».
Известный как «Балтиморский мудрец» (англ. Sage of Baltimore), а также как «Антихрист Балтимора», он считается одним из самых влиятельных американских писателей и прозы стилистов первой половины XX века. Многие из его книг продолжают издаваться. 
Менкен, выступив с острой критикой действий правительства, оказал сильное влияние на американское либертарианское движение. Являясь сторонником научного прогресса, он очень скептически относился к экономическим теориям и особенно критически был настроен к антиинтеллектуализму, фанатизму, популизму, фундаменталистскому христианству, креационизму. Одновременно он также довольно пренебрежительно отзывался о физике и математике, часто называя их «вздором», и высмеивал теорию относительности Эйнштейна. 
В дополнение к его литературным достижениям, Менкен был известен своими спорными идеями. Откровенный поклонник немецкого философа Ницше, он не был сторонником представительной демократии, а, напротив, отстаивал элитизм. Его дневник, опубликованный посмертно в 1989 году, подтверждает, что Менкен был расистом и антисемитом.